# Роллі Вінклаар
Роллі Вінклаар (англ. Roelly Winklaar; нар. 22 червня 1977, Кюрасао, Нідерланди) — професійний голландський культурист. Переможець конкурсів Чикаго Про 2013, Нордік Про 2012, Нью-Йорк Про 2010. Один із найбільш багатообіцяючих професійних атлетів.

## Біографія
Роллі народився на острові Кюрасао, а дещо пізніше його родина переїхала на постійне проживання в материкову частину Нідерландів, де і пройшли дитинство і юність Вінклаара. Ще в ранні роки хлопець всерйоз захопився гімнастикою і акробатикою, трохи пізніше — футболом. До речі, саме завдяки цим навичкам Роллі став доступний його «фірмовий» трюк під час виступів — бекфліп (сальто назад). Справжній успіх прийшов до Роллі після перемоги на Нью-Йорк Про в 2010 році. Сьогодні Вінклаар продовжує виступати і всіляко намагається перевершити ту висоту, яка одного разу скорилася йому.
У Роллі є рідний брат Квінсі Вінклаар — культурист-любитель в середній ваговій категорії. На відміну від Роллі, Квінсі не прагне до високих титулів і всесвітньої популярності, а тому продовжує впевнено виступати на турнірах аматорського рівня і тримати себе у відмінній формі.
14 грудня 2020 року Роллі Вінклаар повідомив про те, що заразився COVID-19 і тому не братиме участь в Містер Олімпія 2020.

## Антропометрія
- Зріст 171 см
- Змагальна вага 115 кг
- Вага в міжсезоння 129 кг
- Біцепс 58 см
- Шия 48 см
- Грудна клітка 132 см
- Талія 86 см
- Стегно 76 см
- Гомілка 51 см

## Досягнення
- Чикаго Про 2014 — 1 місце
- Арнольд Класік Європа 2013 — 6 місце
- Містер Олімпія 2013 — 7 місце
- Чикаго Про 2013 — 1 місце
- Прага Про 2012 — 8 місце
- Гран Прі Англія 2012 — 6 місце
- Арнольд Класік Європа 2012 3 місце
- Шеру Класік 2012 — 4 місце
- Містер Олімпія 2012 — 12 місце
- Нордік Про 2012 — 1 місце
- Європа Супершоу 2012 — 4 місце
- Про Бодібілдинг Уїклі 2012 — 4 місце
- Нью-Йорк Про 2011 — 9 місце
- Фібо Пауер Про 2011 — 3 місце
- Містер Європа Про 2011 — 2 місце
- Гран Прі Англія 2011 — 2 місце
- Арнольд Класік 2011 — 8 місце
- Містер Олімпія 2010 — 14 місце
- Нью-Йорк Про 2010 — 1 місце
- Гран Прі Австралія 2010 — 3 місце
- Арнольд Класік 2010 — 7 місце